# متروی اسلامشهر
خط متروی اسلامشهر در امتداد جنوبی خط ۳ مترو تهران در حال احداث می باشد. و احتمالا اواخر سال ۱۴۰۴ راه اندازی می‌شود.

## ایستگاه ها
| ایستگاه‌ها             | تقاطع با مترو   | تقاطع با بی‌آرتی | آدرس                                                         |
| --------------------- | --------------- | --------------- | ------------------------------------------------------------ |
| آزادگان               | RER B           | BRT 10          | بزرگراه سعیدی بین بلوار حیدربابا و خیابان برادران شکری       |
| چهاردانگه             |                 |                 | شهر چهاردانگه، جاده تهران-ساوه، سه راه بوتان                 |
| شاطره                 |                 |                 | شهر شاطره، جاده تهران-ساوه تقاطع خیابان رجایی                |
| میدان نماز            |                 |                 | اسلامشهر، میدان نماز                                         |
| سلمان فارسی           |                 |                 | اسلامشهر، تقاطع بلوار بسیج و خیابان سلمان فارسی              |
| میدان قائم (اسلامشهر) |                 |                 | اسلامشهر، میدان قائم                                         |
| گلستان                |                 |                 | شهر گلستان                                                   |
| رباط کریم             |                 |                 | شهر رباط کریم                                                |
| شهر پرند              | انشعاب اول خط ۱ |                 | شهر پرند، بلوار باهنر بین میدان آزادی و بلوار علامه طباطبایی |